# Bizánci művészet

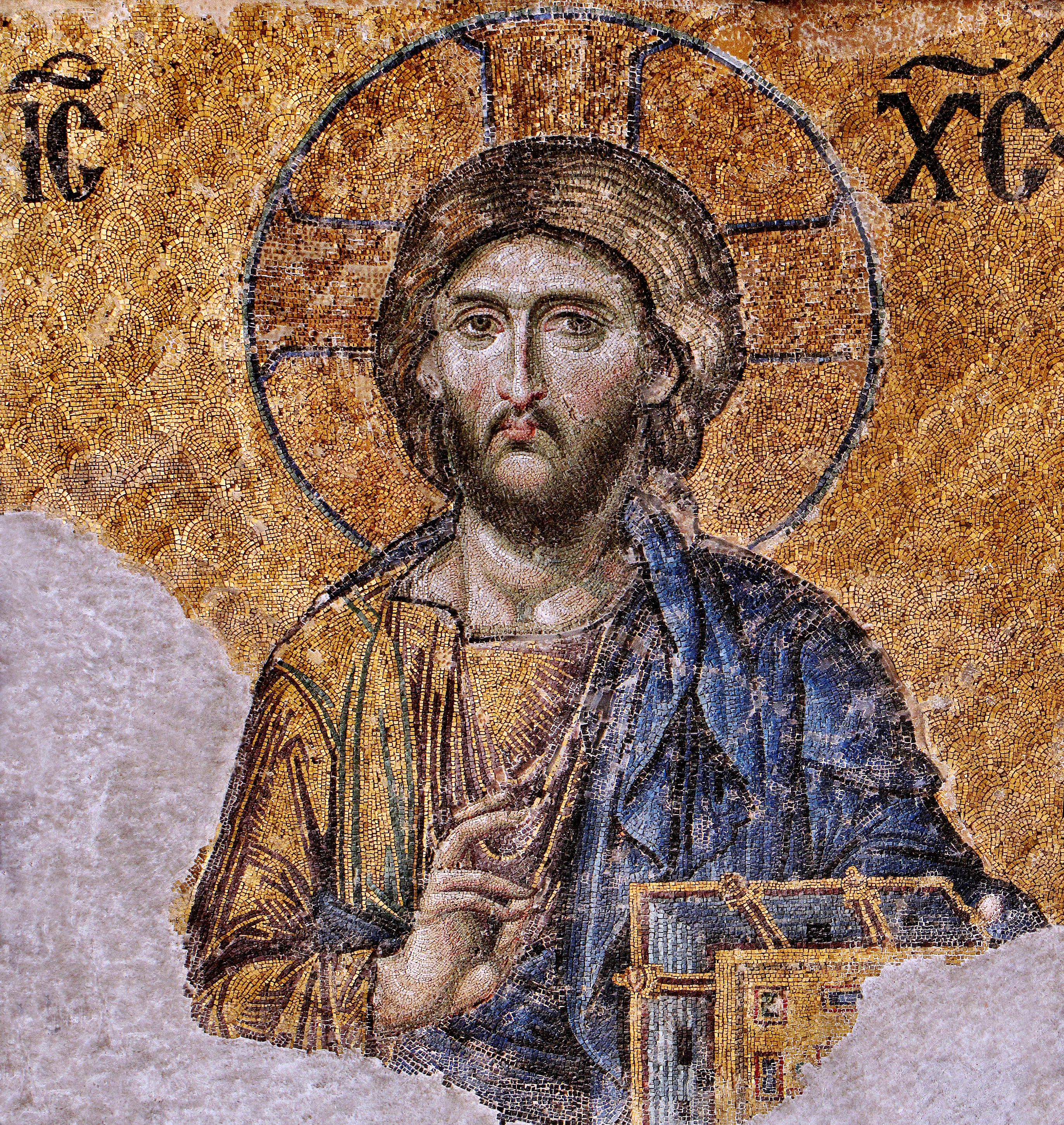
Krisztus pantokrátor Szűz Mária és Keresztelő Szent János kíséretében a Hagia Szophiában mozaik

A bizánci művészet elsősorban a Bizánci Birodalom művészete, amely erős hatást gyakorolt a szomszédos térségekre is, Kelet-Európa ortodox államaira, a Balkánra, a Kaukázus régiójára, a Kaszpi-tenger környéki államokra, Oroszországra, a Földközi-tenger keleti partvidékére. Számos nem ortodox területre, de a Bizánci Birodalommal szoros kapcsolatban álló korabeli államra is erős kulturális hatást gyakorolt, mint például a Birodalomból kivált Velencei Köztársaságra és a Szicíliai Királyságra. A Birodalom több mint 1100 évig állt fenn – a főváros, Konstantinápoly (a mai Isztambul, Törökország) 330-ban történt megalapításától a város 1453-as oszmán-török meghódításáig.
A Bizánci Birodalom nem egy megdermedt társadalom volt, hanem egy sokszínű és életerős állam. Művészeti életének központja Konstantinápoly volt, itt fogalmazták meg a bizánci esztétikai elveket. A keleti és a görög-római hagyományok a kereszténység szellemével keveredtek, a művészet a vallási életnek, az akkor formálódó kereszténységnek volt alárendelve.
A Birodalom művészettörténetén belül hagyományosan három korszakot különböztetnek meg: a korai korszakot (Konstantintól a makedónokig), a köztes időszakot (makedón dinasztia) és a késői időszakot (a komnénoszok és a palaiologoszok dinasztiái). A bizánci főváros, Konstantinápoly 1453-as bukása utáni keleti ortodox művészetet gyakran "posztbizáncinak" nevezik. A Bizánci Birodalomból származó művészeti hagyományokat – különösen az ikonfestészet és a templomépítészet tekintetében – Görögország, Ciprus, Szerbia, Bulgária, Románia, Oroszország és más ortodox országok a mai napig őrzik.
A bizánci építészet befolyásolta a korai iszlám építészetet, az ibériai mór építészetet és a modern korban a neobizánci építészetet, de nagy hatással volt a középkori Nyugat-Európára is. Ez a hatás a legvilágosabban a 8-9. századi Karoling építészetben mutatkozik meg.
Az Árpád-házi magyar királyokat is szoros szálak fűzték a bizánci udvarhoz, s e révén számos bizánci műalkotás került Magyarországra. Többek között a királyi korona alsó része is bizánci munka; míg Lehel kürtje a bizánci művészet egy másik ágának, az elefántcsont-faragásnak a kiemelkedően szép példája.

## Történeti áttekintés

A Bizánci Birodalom fejlődése 379–1453

A Bizánci Birodalom első aranykora, az úgynevezett kora bizánci korszak Konstantinápoly alapításától a 700-as évekig tartott. Nagy Konstantin császár (r306–337) a Boszporusz partján fekvő ókori görög várost, Bizáncot választotta a Római Birodalom új fővárosának helyéül 324-ben. 330-ban a szenátust és a császári udvart Rómából ide helyezte át, amelyet ő Konstantinápolynak (Konstantin poliszának vagy Konstantin városának) nevezett el. A császár úgy vélte, hogy itt tudja a legjobban megvédeni az értékes római tartományokat Egyiptomban, a Szentföldön, Szíriában és a Balkánon a birodalom keleti ellenségétől, a perzsáktól. A város helyének kiválasztását nemcsak katonai stratégiai szempontok vezérelték. Fontos szempont volt, hogy Európa és Ázsia találkozásánál, ahol a keleti szárazföldi kereskedelmi útvonalak keresztezik egymást a Földközi-tenger tengeri útvonalaival, a Birodalom ellenőrzése alatt tarthatta a kereskedelem csatornáit.
Konstantin volt a Római Birodalom első keresztény uralkodója. A 312-es, a birodalom egyeduralmáért vívott milvius-hídi csatában legyőzte Maxentiust (306–312) egy legenda szerint köszönhetően annak, hogy katonái Krisztus monogramját festették pajzsukra. Konstantin 313-ban elismerte a kapott isteni segítséget, és a kereszténységet törvényes vallássá tette a birodalomban. Uralkodása alatt számos jelentős templom épült a keresztény szent helyeken, köztük a jeruzsálemi Szent Sír-templom, amelyet azon a helyen emeltek, ahol a feltételezések szerint Krisztust keresztre feszítették, illetve a római Szent Péter-templom, amelyet a városfalakon kívüli temető fölé építettek, ahol az apostolt állítólag eltemették. Bár a kereszténység csak az egyik vallás volt a kulturálisan és vallásilag sokszínű bizánci államban virágzó hitvallások közül, Konstantinápoly központjában, a császári palota és a szenátus között keresztény templomot emeltek, a mai Hagia Szophia (Szent Bölcsesség) elődjét. Lassan és némi ellenállással az ókori istenek helyébe a keresztény Isten lépett. Iulianus Apostata császár rövid uralkodása alatt, 361 és 363 között megpróbálta visszaállítani az ókori római istenek rendjét, beleértve a klasszikus világ isteneit is, de a 300-as évek végére a kereszténység lett az állam hivatalos vallása. Egyre több, keresztény képekkel gazdagon díszített tárgyat készítettek, egyházi és házi használatra egyaránt. A kereszténység győzelme mellett Bizánc művelt elitje továbbra is a római jogra, valamint a görög és római kultúrára támaszkodott, hogy fenntarthassa a nagyvárosokra összpontosító, magasan szervezett államot, amelyet a keleti területek gazdagsága és sűrű népessége tartott fenn.

Konstantinápoly a Hagia Szophiával, a császári palotával, és a hippodrommal

A királyi építmények római tervezésűek voltak. Minden szobrot és ókori műalkotást, amelyet Konstantin el tudott távolítani, átvittek a városába. Ezek a közé tartoztak olyan remekművek, mint a kalydóniai vaddisznó – egy görög mitológiai szörnyeteg elfogását ábrázoló fríz – és egy kígyószerű Delphoi oszlop, amely azoknak a görög városoknak a nevét viselte, amelyek i. e. 479-ben Plateiánál legyőzték a perzsákat. Egy lényeges szempontból Konstantinápoly nem a régi Róma utánzata volt; szándékosan keresztény városnak építették. Itt Konstantin felépített a Hagia Sophia mellett számos más templomot, köztük a Szent Apostolok templomát, ahol Konstantin elhelyezett az apostolok tizenkét jelképes sírja mellé egy tizenharmadikat – a sajátját.
A császárok a régi római törvénykönyveket latinul frissítették, amely továbbra is a kormányzás hivatalos nyelve volt. A görög kultúra újjáéledt, különösen az irodalomban és a képzőművészetben. Az iskolákban klasszikus görög szövegeket tanítottak, például Homérosz Iliaszát, és fontos bizánci írók, mint például a hatodik századi történetíró, Prokopiosz (550-es évek), a klasszikus szövegeket vették alapul műveikben. Az 500-as évek közepén I. I. Iusztinianosz császár (527–565), a birodalom korai uralkodói közül a legjelentősebb, visszaszerezte a régi római területek nagy részét nyugaton. A birodalom nyugati fővárosa most már nem Róma, hanem Ravenna lett. Iusztinianosz megszállottja volt annak, hogy a Római Birodalom régi dicsőségét visszaállítsa, de a bizánci társadalom – és a nyugati társadalom – számára legnagyobb és legmaradandóbb emlékműve a római jog újrakodifikálása volt. Iusztinianosz hatalomra jutásáig a diákokat latinul és görögül is tanították, de ekkorra a latin mint államnyelv már kihalóban volt. A hetedik század közepére a görög teljesen átvette az uralmat.
A kereskedelmi útvonalak Nyugat-Európától Kínáig terjedtek. A bizánci állam művészeti hagyományai az egész birodalomban virágoztak, beleértve a legdélebbi tartományt, Egyiptomot is. Egyiptom, amely Nagy Sándor hódítása óta a klasszikus világ része volt, hatalmas gazdagság forrása volt a bizánciak számára. A birodalom városait ellátó gabona nagy részét innen szerezték be. A legfinomabb lenből készült vásznat Egyiptomban szőtték, és ott bányászták a legértékesebb porfirint (bíbor színű márványt) is. A Nílus torkolatánál fekvő Alexandria 382-ben keresztény egyházmegye lett. (A hagyomány szerint a város első püspöke az evangélista Márk volt). A város az egyház öt nagy központjának egyike volt (Róma, Konstantinápoly, Antiokheia és Jeruzsálem mellett).

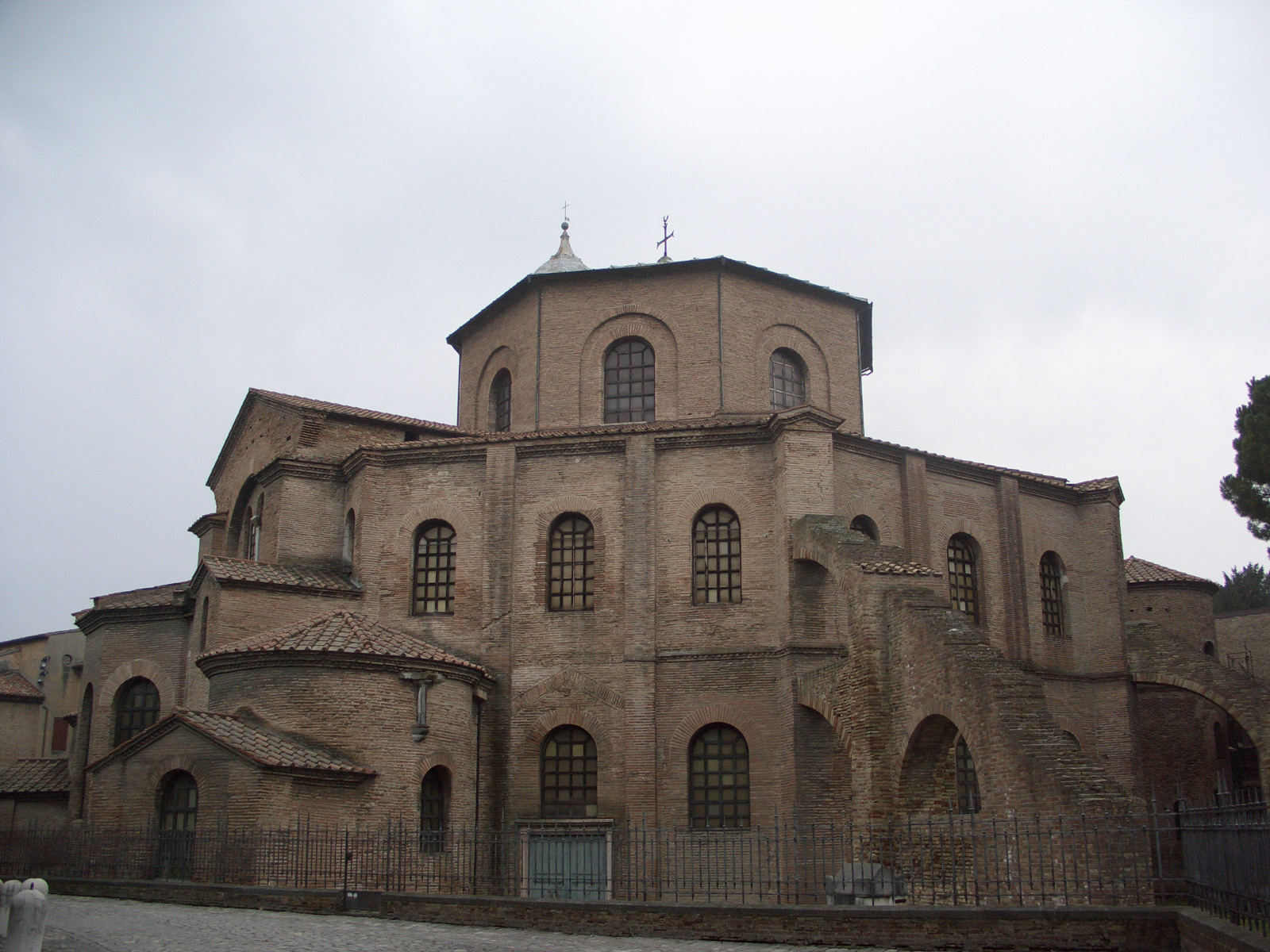
San Vitale bazilika Ravennában (526)

Egyiptom, ahol Szent Antal (kb. 251–356) a sivatagba vonult, hogy aszketikus életet éljen az isteni szemlélődésben, a keresztény szerzetesség legfontosabb forrása volt. Az egyiptomi születésű Pakhomiosz (kb. 290-346) a közösségi életre szabályokat hozott létre, miután mások is követni kezdték. 451-ben a khalkédoni zsinaton lezajlott belső teológiai viták arra késztették az egyiptomi egyházat, hogy elkülönüljön a konstantinápolyi egyháztól. Végül az egyiptomi egyházat kopt egyháznak nevezték el, ahogyan ma is. (A "kopt" kifejezést Egyiptom arab hódítói vezették be a hetedik század közepén; a kifejezés az Aigyptosz, az ókori görög "Egyiptom" szó téves kiejtéséből származik. A "Bizánc" kifejezést a német humanista Hieronymus Wolf (1518–1580) alkotta meg, hogy megkülönböztesse a Bizánc-Konstantinápolyból irányított római államot a Rómából irányított birodalomtól.
395-ben a Római/Bizánci Birodalom keleti és nyugati részre oszlott, amelyet Arcadius (395–408) és Honorius (395–423), I. Theodosius (379–395) császár fiai irányítottak, akik a kereszténységet államvallássá nyilvánították. A nyugati tartományokban a határ menti népek elkezdték létrehozni saját királyságaikat, és sokat közülük elismertek Konstantinápolyból is. Művészetükben római és bizánci elemek keveredtek a bronzkori és kelta hatásokkal. A nyugati határvidék népei kezdtek áttérni a kereszténységre, bár nem mindig a római és konstantinápolyi egyházhoz igazodtak. A gótok 345-ben átvették az arianizmust, egy olyan tanítást, amely Alexandriából származott, és amelyet 325-ben egy egyházi zsinat eretneknek ítélt. Az ariánusok, akik között több bizánci császár is volt, ellenezték azt a hivatalos egyházi álláspontot, hogy Krisztus az Atyaistennel egyenlő, és azt vallották, hogy őt is, mint minden mást az Atyaisten teremtette. Amikor az angolszászok a 430-as években letelepedtek Angliában, két vallási szférát hoztak létre: a nyugaton élő angolszászok keresztények lettek, míg a keleten élők pogányok maradtak.
A Nyugati Birodalom fokozatos felbomlása az 5. század után együtt járt a fokozatos gazdasági és szellemi hanyatlással, ami elkerülhetetlenül tükröződött a művészetekben is. Ezzel szemben a görög Kelet, amelyet a barbárok viszonylag megkíméltek, szinte sértetlenül megőrizte civilizációs központjait. 

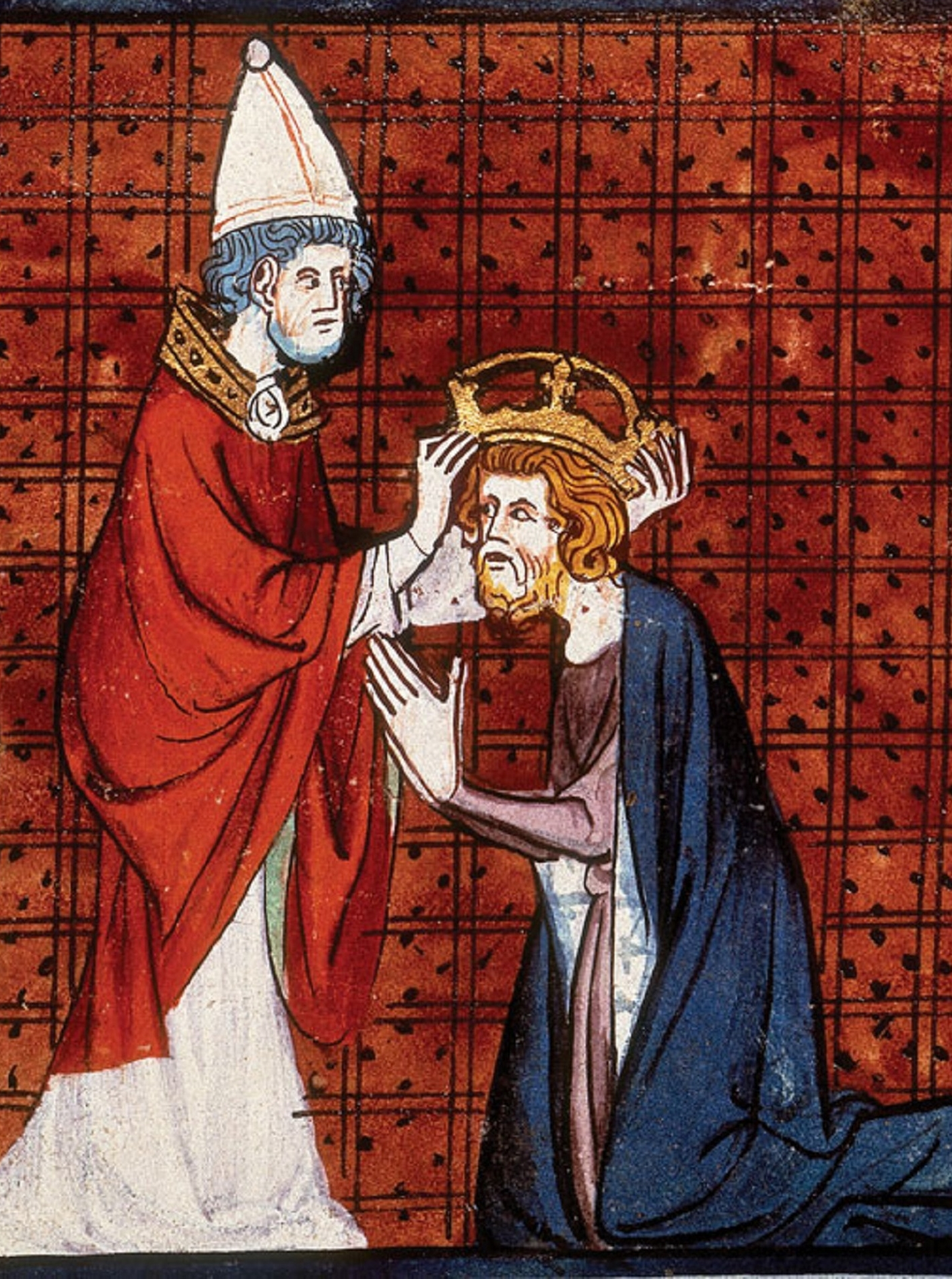
Nagy Károlyt III. Leó pápa megkoronázza

496 körül Klodvig király (uralk. 481-511) alatt a frankok áttértek a kereszténységre. A 700-as évekre a nyugati keresztény népek – amelyek olyan germán törzsektől származtak, mint a frankok (Franciaország), longobárdok (Itália), vizigótok (Spanyolország), angolszászok (Anglia), vikingek (Skandinávia) és mások – egyre jobban eltávolodtak Bizánctól, és külön szövetségeket kötöttek a római egyházzal.  I. Iusztinianosz császár (527-565) alatt megszilárdította politikai hatalmát, sőt győztesen visszatért Itáliába és Észak-Afrikába is. A görög teológia felülkerekedett a latin világ teológiáján, és valóban, az I. nikaiai zsinattól (325) a II. nikaiai zsinatig (787) minden egyházi zsinat görög nyelvű volt, és Keleten tartották. 
A keresztény Kelet felemelkedése közvetlenül csak az építészetben mutatkozik meg. A figurális emlékek jóval ritkábbak a keleti, mint a Földközi-tenger nyugati területén. 800-ban Nagy Károly (768–814) Rómában III. Leó pápával (hivatalban 795–816) Imperator Romanorumnak (a rómaiak császárának) koronáztatta magát. A bizánci udvar 812-ben Nagy Károlyt kizárólag a frankok baszileuszának (királyának) ismerte el. Miközben a birodalom nyugati határain független államok alakultak ki, a keleti határain folytatódtak a régi és új ellenségek támadásai. A perzsák már régóta fenyegették a keleti birodalmat. Az ötödik századra megszállták Örményország és Grúzia keresztény területeit, és megpróbálták erőszakkal áttéríteni a lakosságot a perzsa államvallásra, a zoroasztrizmusra. 626-ban a perzsák a nomád avarokkal együtt szárazföldön és tengeren is ostrom alá vették Konstantinápolyt, de a fővárost megmentették a hatalmas, kettős falú erődítmények és a jól felszerelt császári haditengerészet, amely áttörte a tengeri blokádot. Délebbre, a perzsák sikeresen lecsaptak a Földközi-tengerre, és 618-tól 629-ig elfoglalták a Szentföldet és Egyiptomot. A 640-es években, miután rövid időre visszaszerezte e terület nagy részét a perzsáktól, Bizánc végleg elvesztette déli területeinek nagy részét, a római Szíriától Észak-Afrikáig, a keleten felemelkedő hatalom, az új vallás, az iszlám nevében harcoló arab seregek miatt.

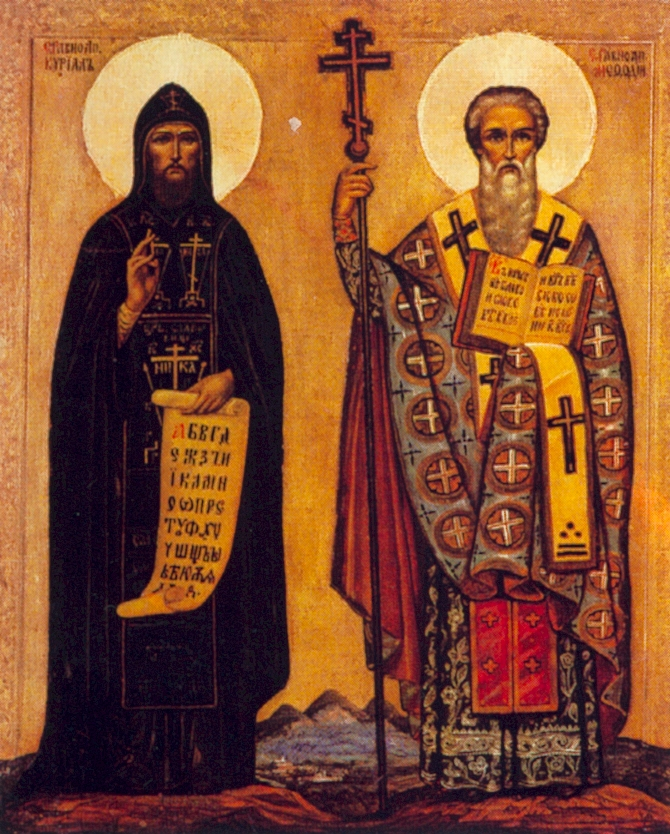
Cirill és Metód

A birodalmon belül az ikonoklasztikus vita – a képek vallási áhítatokban betöltött szerepéről folytatott heves vita – mélyen megosztotta a lakosságot. 726-ban III. Leó bizánci császár (717–741) megtiltotta az ikonok használatát, ő maga pedig továbbra is Krisztus földi képviselőjeként uralkodott. A görög lett az uralkodó hivatalos nyelv; a klasszikus tudományosság maradt az oktatási rendszer alapja. Ahogy Bizánc új diplomáciai korszakba lépett, rendszeres kapcsolatot alakított ki az iszlám kalifátusokkal, az iszlám államokban élő keresztényekkel és a nyugati uralkodókkal. Ebben az időszakban Bizánc befolyása kiterjedt a Kijevi Ruszra (a mai Ukrajna, Fehéroroszország és Nyugat-Oroszország egy részét magába foglaló állam), Bulgáriára, Grúziára, Örményországra, Szíriára, a Szentföldre, Egyiptomra, Ciprusra, a normann Szicíliára és Dél-Itáliára. Bizánc soknemzetiségű kultúrája nemcsak más nemzetek művészetére volt hatással, hanem saját használatra új elemeket is magába szívott a latin Nyugatról és az iszlám Közel-Keletről. Keleten az araboktól elvesztett területek egy részét diplomáciai és katonai erőfeszítések révén visszaszerezte. II. Bazil császár (976–1025) alatt Bizánc második aranykora elérte csúcspontját; a birodalom területéhez tartozott keleten Örményország nagy része, északkeleten pedig Bulgária. 1071-ben azonban a birodalom keleti határán, a manzikerti csatában a bizánci erőket szétverték. Ez a vereség jelentette a kezdetét annak, hogy a birodalom végleg elveszítette keleti területeit és azokat át kényszerült adni a muszlimok számára.
A birodalom észak felé, a szlávok felé sikeresebben terjesztette ki fennhatóságát, mint nyugaton, elsősorban Konstantinápolyból küldött misszionáriusok révén. E küldöttek közül a legfontosabbak Szent Konstantin filozófus (más néven Cirill; kb. 827-869) és Metód (kb. 815-885) voltak, akik számos liturgikus szöveg első fordítását végezték el óegyházi szláv nyelvre. Bizánc hittérítési erőfeszítései 988-ban hozták meg gyümölcsüket, amikor a hatalmas Kijevi Rusz állam a konstantinápolyi egyház égisze alatt a kereszténységet hivatalos vallásként ismerte el. A nyugati államok továbbra is ambivalens viszonyban maradtak Bizánccal. 962-ben I. Ottót (r. 936-62) Rómában császárrá koronázták. A bizánciak csak a frankok baszileuszaként ismerték el, mégis elküldték a bizánci hercegnőt, Theophanót II. Ottó (r. 973-83) feleségének. A Konstantinápoly és Róma közötti vallási feszültségek egyre bonyolultabbá váltak. 1054-ben egy római pápai küldöttség összeveszett a konstantinápolyi pátriárkával a tanításról; nézeteltéréseik annyira kibékíthetetlenek voltak, hogy anatémákat mondtak ki egymásra. Ez volt a kezdete a nagy skizmának, amely a mai napig megosztja a keleti és a nyugati egyházat.

1095-ben azonban II. Orbán pápa (hivatalban 1088-1099) kedvezően válaszolt I. Komnénosz Alexiosz bizánci császár (1081–1118) felkérésére, hogy nyújtson segítséget Jeruzsálem muszlim megszállói ellen. Nyugat-Európából latin nyelvű lovagok érkeztek keletre, hogy megpróbálják visszaszerezni a Szentföldet. (Az első keresztes hadjárat 1099-ben Jeruzsálem visszafoglalásával végződött.) A keresztes hadjáratok nagymértékben ösztönözték a bizánciak és a nyugatiak közötti kapcsolatokat és a Földközi-tenger partvidéke mentén kisebb keresztes államok sorát hozták létre, köztük erődöket olyan stratégiai fontosságú helyeken, mint Montfort és Krak des Chevaliers (a mai Izraelben, illetve Szíriában). A keresztes és bizánci erők közötti viszony azonban rosszul alakult. A negyedik keresztes hadjárat során 1204-ben a nyugati lovagok elfoglalták a Bizánc uralta területeket, és végül Konstantinápolyt is bevették. Létrehozták a Latin Császárságot, aminek fennállása 1261-ig tartott. A keresztesek jelenléte megváltoztatta a bizánci világ erőviszonyait. A Nyugattal kötött szövetségek révén olyan királyságok, mint az örmény Kilikia, függetlenek lettek. Kisebb bizánci utódállamok jöttek létre Trebizondban, Nikaiában és Epiruszban.
Sok nyugati lakos maradt bizánci földön, átvéve a bizánci kultúra elemeit és támogatva a bizánci művészeteket; mások bizánci műveket vittek haza magukkal, ahol azok hatással voltak a nyugati kultúrára. A legértékesebb bizánci művészeti kincsek és Konstantinápoly leghíresebb keresztény ereklyéi közül néhány megjelent Nyugat-Európában is. Ezek közé tartozott a Töviskorona, amelyet Konstantinápoly utolsó latin királya, II. Balduin (1240–1261) eladott unokatestvérének, IX. Lajosnak (1226-1270) Franciaországban. (Lajos a párizsi Sainte-Chapelle-templomot építtette a korona elhelyezésére.)
1261-ben VIII. Palaiologosz Mihály (1259–1282), három császári családból származó bizánci nemes visszafoglalta Konstantinápolyt, és megalapította azt a dinasztiát, amely a birodalmat annak utolsó évszázadaiban irányította. Ebben a korszakban a katonai és pénzügyi válságok ellenére a művészetek virágzottak, ám csökkent a birodalom területe és presztízse egyaránt. A két utolsó évszázad, bár intellektuálisan és művészileg ragyogó volt, alig volt több, mint a leküzdhetetlen esélyekkel szembeni küzdelem évei. A Paliologosz Mihály által visszaszerzett birodalom Konstantinápolyra, Anatólia északnyugati sarkára és egy, a Balkán közepén húzódó övre korlátozódott.
A belső hatalmi harcok, a nagy skizma helyreállítására vonatkozó római feltételek elfogadásával kapcsolatos viták és a bizánci terület folyamatos támadása (mongolok, majd később az oszmán törökök részéről), csökkentette a központi állam tekintélyét. Mindazonáltal az olyan városi központokban, mint Mistra, Thesszaloniki, Konstantinápoly és Trebizond, az írók, művészek és építészek továbbra is gazdagították a bizánci kultúrát. Az egyház maradt a művészet és a szellemi törekvések legfőbb letéteményese, és az ortodox egyházon keresztül a bizánci művészet és kultúra a birodalom korábbi területein és Oroszországban is tovább élt, évtizedekkel Konstantinápoly 1453-as oszmán hódítása után is. Moszkva Konstantinápoly örökösének tekintette magát; 
A krétai ikonfestők az ortodox és a latin egyház számára egyaránt készítettek képeket. A bizánci tudósok egészen nyugatra, Itália, Franciaország és Flandria udvaráig utaztak. Jóval a birodalom megszűnése után a bizánci művészet és kultúra olyan mércét állított fel a luxus, a szépség és a műveltség terén, amely inspirálta utódait, nyugaton és keleten egyaránt.

## Építészet
A bizánci építészet a Bizánci Birodalomban alakult ki az ókeresztény építészet nyomdokain. Hamarosan jellemzővé vált a birodalom által befolyásolt államokban, úgy mint Bulgáriában, Szerbiában, Oroszországban, Örményországban, Grúziában. A korai bizánci építészet lényegében a római építészet folytatása. Közvetlen elődje az ókeresztény építészetben található. A bizánci építészet előzményeinek gazdagsága az ami megalapozza illetve az új szintre emeli azt az építészeti fejlődést ami Bizáncot jellemzik.

## Festészet

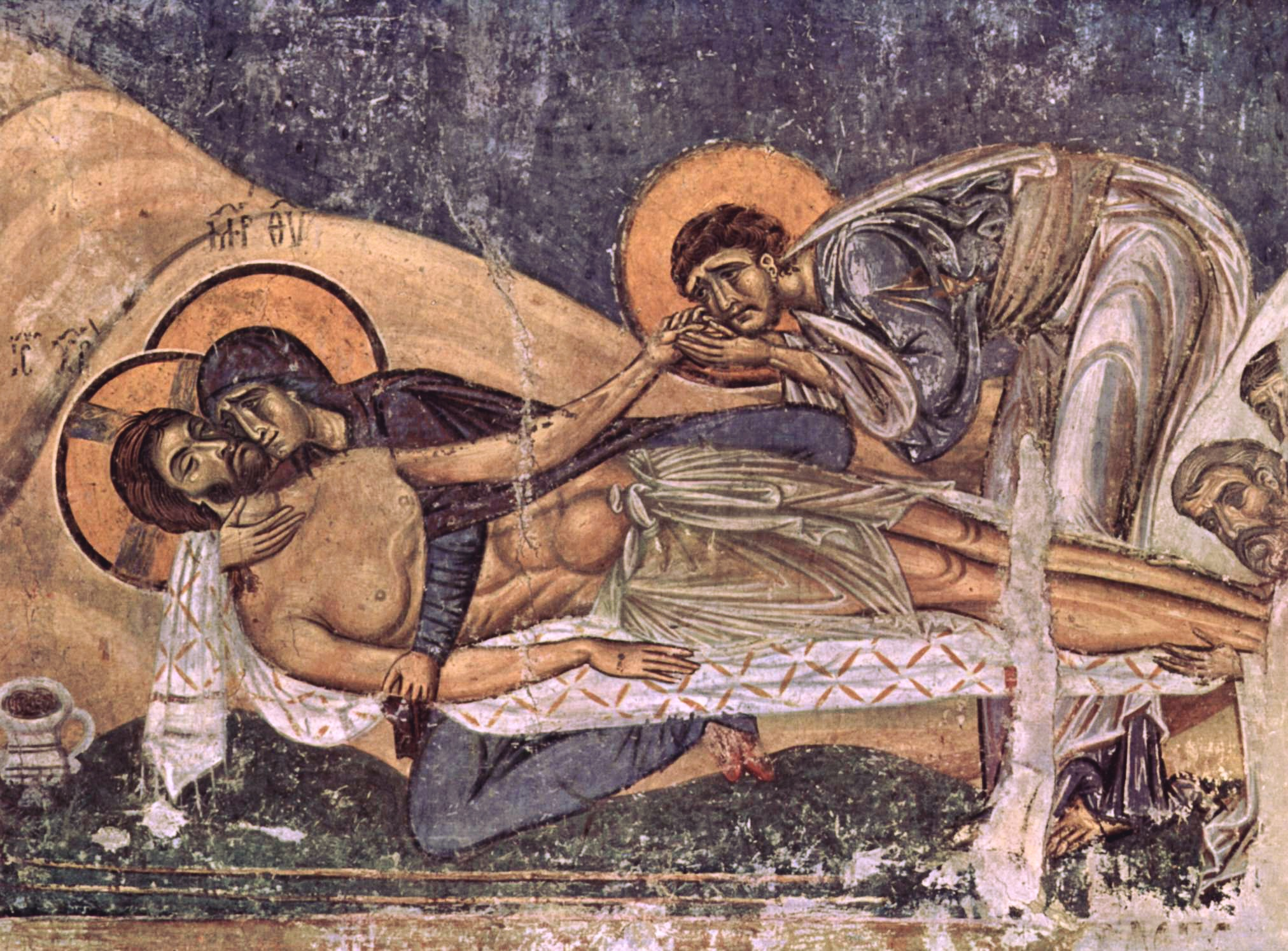
Szent Pantelejmon

A szobrokat ellenezte a kereszténység, de a festett képre vonatkozólag megoszlottak a vélemények. Volt, aki azt mondta, hogy a kép nagyon is hasznos, mert eszébe juttatja a híveknek, amit a gyülekezetben tanultak. Gergely pápa azzal érvelt, hogy a hívek nem tudnak írni és olvasni, és a kép alkalmas eszköze a tanításnak. "Ami az olvasni tudóknak az írás, a tanulatlan szemlélőknek ugyanez a festészet.
Az ikonfestészet tilalma a képrombolás idején még jobban megerősítette a keleti hatást. Amikor ez a tilalom megszűnt, az alakok továbbra is stilizáltak maradtak. A festett jelenetek szimmetrikusak, a háttér aranyozott, az alakok pszichikailag elmélyültek.
A 11. század közepén épült ohridi Szveta Szofija-templom freskói is jó állapotban maradtak fenn. Külön kiemelhetők az északi és déli fal frízei, ahol a kiterjesztett szárnyú, térdelő angyalok láthatók, amint szigorú ünnepélyességgel hódolnak a kis Jézust tartó Szűz Máriának. Az ohridi freskók szimbolikusak, az alakok stilizáltak, aránytalanok, és komorak. A sötét tónusú kolorit hangsúlyozza a személyeket, a háttér sík és absztrakt.
A nerezi Szent Pantaleon-monostort 1164-ben Alexiosz Komnénosz, I. Mánuel unokafivére építtette Szkopje mellett. Kicsi, de a Komnénosz császárok idejéből értékes freskókat rejt. A freskódísz valószínűleg a Konstantinápolyból jött művészek alkotása. Új szellemet tükröz, a kompozíció ritmusa, hajlékony vonalvezetése, a vonal a hajat, a szakállat, a drapéria redőit, az alakokat teszi kifejezőbbé, és a valósághű ábrázolás a korabeli társadalom szorongását és veszélyérzetét kifejező, mértéktartó drámai feszültséggel párosul. Szent Pantaleon háromlevelű lóherét formázó keretben, kék háttér előtt áll, orvosi ládával a kezében.

## Mozaikok, ikonok

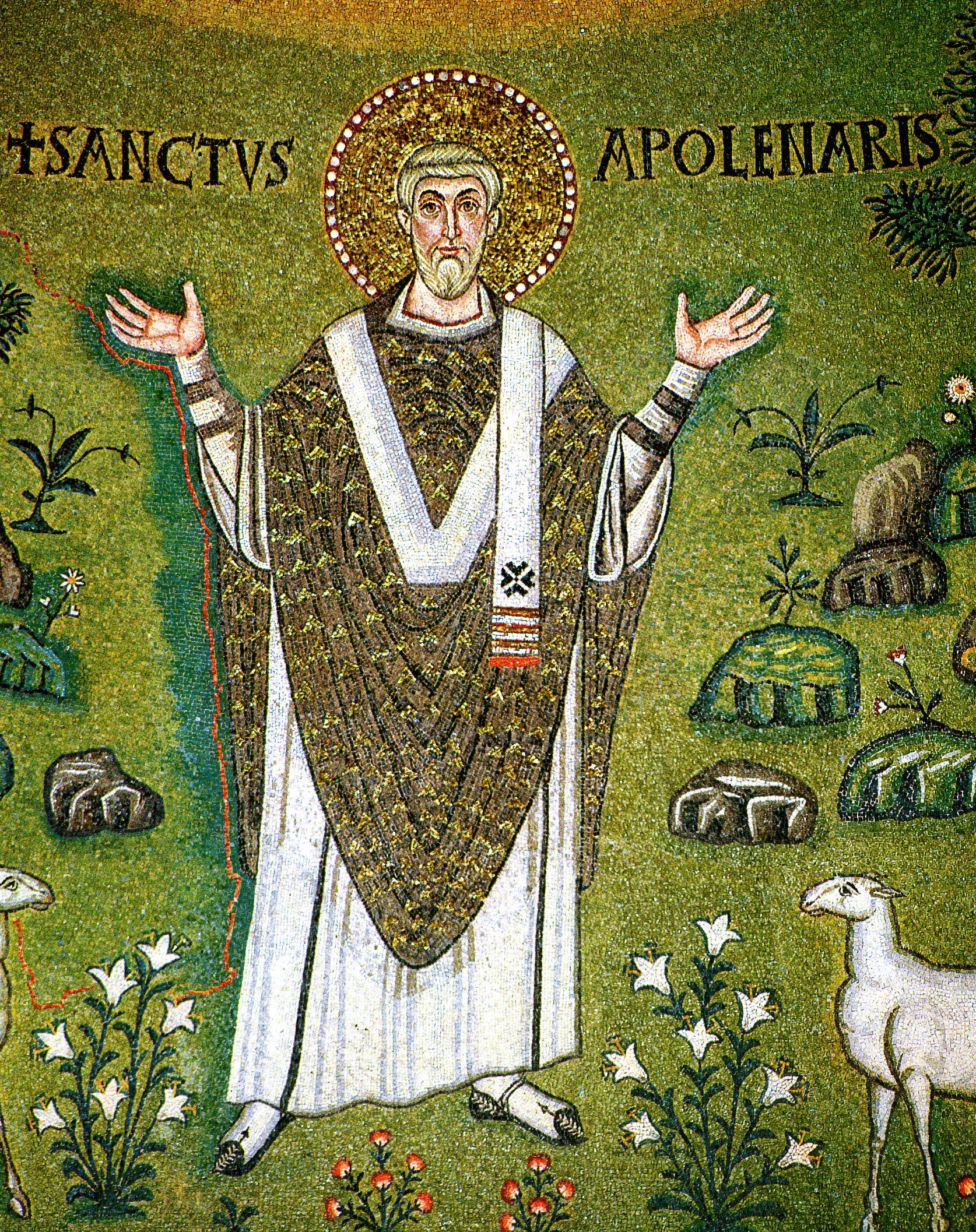
S. Apollinare Nouvo egyik mozaikképe

Egy, a Szeretetteljes Szűzanyát ábrázoló ikon

Gyönyörű mozaikok keletkeztek Szicílián és Görögországban. A phókiszi Szent Lukács-templom mozaikjai pompás színeik miatt váltak ismertté.
A Sant' Apollinare Ravennában a két oszlopsoros, ácsolt tetős bazilika, amelyet Theodorik gót király alapított, még a római irányzatot követi. A falat díszítő mozaikon azonban az ókori hagyomány bizánci hatással ötvöződik.
Az öt kenyér és a két hal csodája 520-ban készült Ravennában. Ezek a mozaikképek telt, meleg színeikkel csodálatosan ragyogtak, fényük betöltötte az egész templomot. A háttér csupa arany, már ez is kiemeli az eseményt a valóságból. A középpontban Jézus áll, néma nyugalommal. Nem a szakállas Krisztus, hanem a hosszú hajú ifjú, amilyennek az őskeresztények képzelték. Köntöse bíborszínű, karját áldva terjeszti szét. Mellette a két apostol a kenyereket és a halakat nyújtja, hogy végbevihesse a csodát. Az új művészet alkotásaiban kétségtelenül van valami merevség, ridegség. Az öt alak nagyon kezdetleges. Pedig ez a mester jól ismerte a görögök eredményeit, pontosan tudta, hogy kell a redőket elhelyezni, ha a test formáit is éreztetni akarja alatta. Tudta, hogy kell különböző színű köveket összekeverni, hogy megkapjuk a test és a sziklák színét. Jelezni tudta az árnyékokat a földön, a rövidülés problémáit is könnyen megoldotta. Ami kezdetlegesnek látszik, az nagyon is tudatos: a művész lehető legegyszerűbben közli mondanivalóját. Az ábrázolás egyiptomi elvét újítják fel, az egyház szigorúan megköveteli a világosságot és az érthetőséget. De ezek a formák nem a primitív művészet alakjai, hanem azok, amiket a görög festészet teremtett meg.
Az istenanya nem lehetett akármilyen fiatal asszony gyermekével, még ha azt ugyancsak szépen is festették meg. Ikonnak, szentképnek csak a hagyományos típusokat fogadták el. De ez a konzervativizmus lassanként alakult ki. A művészek teremtették meg az ókeresztények egyszerű illusztrációiból a hatalmas képeket, melyek a bizánci templomok falát díszítik. Ha ezeket a mozaikokat nézzük a balkáni országok vagy Olaszország templomaiban, nem tagadhatjuk, hogy amit a keletrómaiak végbevittek, elég jelentős dolog.
A szicíliai Monreale katedrális mozaikképét 1190 előtt készítették bizánci művészek. Szicília a nyugati egyházhoz tartozott, amit abból is látunk, hogy az ablak mellett álló szentek egyike az angol Thomas Becket canterburyi érsek. Becket meggyilkolása egész Európát megrázta. Ez a legrégibb, ránk maradt képmása. De leszámítva ezt a nyugat-európai vonatkozást, a mozaikkép alkotója pontosan ragaszkodott a bizánci hagyományokhoz. A templomba gyűlt emberek szemtől szememben állnak Jézus alakjával, aki áldásra emelt kézzel várja őket. Lejjebb Szűz Mária trónol, mint egy királynő, mellette két arkangyal és szentek ünnepélyes sora (ld. még Mária-tisztelet).
A vallásos művészet nem korlátozódott a templombelsők monumentális díszítésére. A bizánci művészet egyik legfontosabb műfaja az ikon, Krisztus, a Szűz vagy egy szent képe, amelyet a templomokban és magánházakban egyaránt tiszteleti tárgyként használtak.
Az ikon közvetítő szerepet tölt be az égiek és a földi világ között, így szorosan hozzátartozik az ortodox liturgiához. A híres ikont, a Vlagyimiri Istenanyát egy kijevi herceg rendelte Konstantinápolyban, majd a vlagyimiri székesegyháznak ajándékozta. A festmény volt minden későbbi, a Szeretetteljes Szűzanyát ábrázoló ikon ihletője.
Az orosz művészet legkiemelkedőbb alkotásai az ikonok. Nagy, tiszta színű szinte teljesen árnyékmentes területek, kifejezetten hullámvonalas stílust alkalmaznak. A legjobb orosz ikon- és freskófestő Andrej Rubljov.

## Miniatúrafestészet
Mivel a miniatúrák szöveget illusztráltak, nagyban függtek a könyv és az irodalom fejlődésétől. A nyugati és keleti hatás a Miroslav- és a Prizeni evangélium miniatúrájában figyelhető meg. A Miroslav-evangélium egyike a legrégibben megőrzött könyveknek, a 12. században Miroszláv fejedelem számára írták. A könyv díszei a festett kezdőbetűk. Az iniciálékat íróeszközzel rajzolták, majd ecsettel festették arany, sárga, vörös és zöld színnel. Motívumukat és stílusukat tekintve a román kort tükrözik. A 14. és 15. században a miniatúrák önálló alkotássá válnak, és festészeti értékük is jelentős. A miniatúrafestészet egészen a 18. századig élt, amikor átvette a helyét a nyomtatott illusztráció.

## Domborművek
A bizánciak örökölték az ókeresztény bizalmatlanságot a monumentális szobrászattal szemben a vallásos művészetben, melyet bálványimádó művészetnek tekintettek, és csak domborműveket készítettek, amelyek közül azonban nagyon kevés maradt meg életnagyságúként.
A domborműveket irracionális téralakítás, lebegő, testetlen alakok jellemzik. Főként elefántcsontból dolgoztak.
Fennmaradtak különálló domborművek és diptichonok is. A Mihály arkangyalt ábrázoló és az Oráns Máriát ábrázoló művek talán legjellegzetesebb példái a bizánci szobrászatnak.
A Nezeri templom domborművei egymással szembefordult madarakat és növényeket ábrázolnak, a bizánci szobrásziskola hagyományai szerint. A domborművek főleg az oszlopokat és a templomi bútorzatokat díszítik. Kétdimenziósak, absztrakt díszítőelemeikkel csipkére vagy világos-sötét rajzra emlékeztetnek.

## Iparművészet
Iparművészetük termékeivel előszeretettel kereskedtek. Egész Európában kedveltek voltak a bizánci selyemszövetek, melyeknek gyakori díszítőeleme a körökkel körülvett görögkereszt. A selyemhernyót még Justinianus telepítette az országba, ez egyeduralmat biztosított Bizáncnak, míg Nyugaton is el nem lesték a selyemkészítés fortélyait.
Új ötvöstechnikát is kitaláltak, ez émail cloisonné vagyis a rekeszzománcos technika a festészethez hasonló hatásokat ér el. Ilyen technikával készült a Szent Korona is.
Az ezüstből készült tárgyak készítése (kelyhek, edények, étkészletek, keresztek) az iparművészet másik fontos formája volt, és szarkofágokat is nagy számban készítettek.